# Ocotea barbellata
Ocotea barbellata är en lagerväxtart som beskrevs av I. Vattimo. Ocotea barbellata ingår i släktet Ocotea och familjen lagerväxter. Inga underarter finns listade i Catalogue of Life.